# Christina Hesselholdt
Anna Christina Hesselholdt, född 19 december 1962 i Köpenhamn, Danmark, är en dansk författare. Hesselholdt är utbildad litteraturvetare och har också gått Forfatterskolen i Köpenhamn. 